# ジェーン・アッシャー
ジェーン・アッシャー（Jane Asher, 1946年4月5日 - ）は、イギリスの女優、実業家。

## 来歴

### 生い立ち
ロンドン北西部ウィルズデンで、精神科医のリチャード・アラン・ジョン・アッシャーと演劇学校教授のマーガレット・アッシャーとの間の3人兄妹の2番目として生まれた。アッシャーの母マーガレットは、ギルドホール音楽演劇学校の教授時代に、ジョージ・マーティンにオーボエの演奏を教えた。またポール・マッカートニーにリコーダーの演奏を教えた。アッシャーは、ロンドンのハーレー街にあるクイーンズ・カレッジ (女学校)で学んだ。アッシャーの妹はラジオ女優として活躍するクレア・アッシャー。アッシャーの兄はレコードプロデューサーでデュオ・グループ「ピーター&ゴードン」のピーター・アッシャー、ピーターの娘でジェーンの姪に当たるヴィクトリア・アッシャーは現在、バンド「コブラ・スターシップ」のメンバーとして活動している。
アッシャーは1952年製作の映画Mandyの子役Nina役で初めて映画出演を果たし、1955年のSF映画「原子人間」にてケネス・モア、スザンナ・ヨークと共演、1961年イギリス映画『女になる季節』に助演女優として出演している。さらに1962年製作のディズニー映画『王子と乞食』にレディ・ジェーン・グレイ役で出演している。またBBC放送のJuke Box Juryにも出演した。
1966年にはマイケル・ケイン主演の『アルフィー』に出演。数多くのテレビ、ラジオ、映画、演劇に出演し、多くの賞を受賞している。

### ポール・マッカートニーとの関係
1963年、ジェーン・アッシャーは初めてビートルズと対談した。BBCラジオタイムズのカメラマンは、ビートルズにアッシャーとポーズをとるよう頼んだ。その後、アッシャーとポール・マッカートニーとの5年間の関係が始まった。アッシャーは、「レノン＝マッカートニー」作としてクレジットされているこの時期の代表曲、『オール・マイ・ラヴィング』、『アンド・アイ・ラヴ・ハー』、『君はいずこへ』、『ユー・ウォント・シー・ミー』、『恋を抱きしめよう』、『ヒア・ゼア・アンド・エヴリホエア』、『フォー・ノー・ワン』のような、一連のマッカートニー自身が作曲したビートルズ音楽に非常な影響を与えた。この期間に作曲されたマッカートニーのラブソングは、ほぼ全てアッシャーとの関係が題材になっているとも言える。同時期に「レノン＝マッカートニー」コンビは、アッシャーの兄ピーターのために、彼が活動するバンド「ピーター&ゴードン」のトップヒット曲『愛なき世界』を書いている。
ポール・マッカートニーは、1964年から1966年までの間、ロンドンのアッシャー邸に間借りしており、この期間にここの音楽練習用の部屋で数多くのビートルズソングが作曲された。アッシャー邸は、ポールにとって知的な刺激の場所となった。労働者階級出身のマッカートニーは、ここで上流階級のゆったりとした稀な雰囲気を味わう事が出来た。シンシア・レノンの回想によれば、マッカートニーは自分のガールフレンドとしてアッシャーを非常に誇らしく感じ、また彼女に対して非常に価値を置いていた。またマリアンヌ・フェイスフルの回想によれば、レストランでマッカートニーが窓を開けると、アッシャーがすぐにそれを閉めてしまうといった行動を延々と繰り返していたが、特に言い争う風でもなく、ただ少なくとも「あまり仲が良い様には見えなかった」と言う。
アッシャーとマッカートニーは、1967年12月25日に婚約発表し、1968年2月～3月、二人でインドに旅行した。その後アッシャーがブリストルの旅行から予告なしに戻り、ポールとフランシー・シュワルツがベッドを共にしているのを目撃した後、一旦は関係の修復を試みたものの、結局1968年7月20日のBBC放送において、アッシャーはマッカートニーとの婚約破棄を発表した。アッシャー自身は、マッカートニー及び彼と過ごした期間についてコメントする事を一貫して拒否し続けている。この為、1968年に出版されたハンター・デービス著作の伝記「The Beatles」にジェーンの記載が無かったと言われている。

### その後の活動
1971年にイラストレーターのジェラルド・スカーフ（ジェラルド・スカーフィとも表記）と知り合い、10年後、第2子を妊娠している時に結婚しており、現在は3人の子供の母親である。
現在は、ケーキデザイナーとして第2の人生を出発しており、自身のケーキショップを運営する実業家でもある。

## 出演作品

### 映画
| 公開年 | 邦題 原題                                                                        | 役名               | 備考           |
| ------ | -------------------------------------------------------------------------------- | ------------------ | -------------- |
| 1955   | 原子人間 The Quatermass Xperiment                                                | 少女               | クレジットなし |
| 1956   | チャーリー・ムーン Charley Moon                                                  | ベネスタ           |                |
| 1961   | 女になる季節 The Greengage Summer                                                | ヘスター           |                |
| 1964   | 赤死病の仮面 The Masque of the Red Death                                         | フランチェスカ     |                |
| 1966   | アルフィー Alfie                                                                 | アニー             |                |
| 1967   | 冬物語 The Winter's Tale                                                         | ペルディータ       |                |
| 1970   | 早春 Deep End                                                                    | スーザン           |                |
| 1970   | きんぽうげ The Buttercup Chain                                                   | マーガレット       |                |
| 1972   | ヘンリー8世と6人の妻たち Henry VIII and His Six Wives                            | ジェーン・シーモア |                |
| 1984   | わが父を巡る航海 A Voyage Round My Father                                        | エリザベス         | テレビ映画     |
| 1985   | ドリームチャイルド Dreamchild                                                    | ミセス・リデル     |                |
| 1988   | パリス by ナイト Paris by Night                                                  | ポーリーン         |                |
| 2004   | ミス・マープル 『牧師館の殺人』 Agatha Christie Marple: The Murder at the Vicara | ミセス・レスター   | テレビ映画     |
| 2006   | スピーシーズNEO A for Andromeda                                                  | Madeleine Dawnay   | テレビ映画     |
| 2007   | ハウエルズ家のちょっとおかしなお葬式 Death at a Funeral                          | サンドラ           |                |

### テレビシリーズ
| 放映年    | 邦題 原題                             | 役名                 | 備考           |
| --------- | ------------------------------------- | -------------------- | -------------- |
| 1981      | 華麗なる貴族 Brideshead Revisited     | セリア・ライダー     | ミニシリーズ   |
| 1988-1990 | Wish Me Luck                          | フェイス・アシュリー | 22エピソード   |
| 2003      | Crossroads                            | エンジェル・サムソン | 18エピソード   |
| 2007-2010 | Holby City                            | レディ・バーン       | 23エピソード   |
| 2010      | 名探偵ポワロ Agatha Christie's Poirot | レディ・メアリー     | 『三幕の殺人』 |

## 参照
1. 1 2  Harry, Bill (2000). The Beatles Encyclopaedia (2000 paperback edition; first published 1992). London: Virgin Publishing, London W6 9HA. p. 403. ISBN 0-7535-0481-2
2. ↑  Scarfe, Gerald (2010). The Making of Pink Floyd The Wall. Da Capo Press. p. 21. ISBN 978-0-306-81997-1
3. ↑  Miles. p102.
4. ↑  "McCartney's lament: I can't buy your love," Sydney Morning Herald, 12 June 2004 (link)
5. ↑  Vickers, Graham (2001). Rock Music Landmarks of London. Omnibus Press. ISBN 0-7119-8675-4 (can be seen at https://books.google.co.uk/books?id=ZYU3euLYMAgC)
6. ↑  Bob Spitz, "The Beatles"
7. 1 2  “1967 and 1968 years in the Beatles history”. 2009年8月8日時点のオリジナルよりアーカイブ。2008年11月18日閲覧。
8. ↑  Miles 1998. p452
9. ↑  Newman, Raymond (2006年8月20日). “Francie Schwartz”. 2013年8月23日閲覧。
10. ↑  Mitchison, Amanda 3 October 2005. Butter wouldn't melt. The Daily Telegraph telegraph.co.uk - Retrieved 7 May 2007.
11. ↑  "Butter wouldn't melt", The Daily Telegraph, 3 October 2005 (link)
12. ↑  GRO Register of Marriages: SEP 1981 13 1708 KENSINGTON & CHELSEA - Scarfe = Asher